# Timothy Sylvester Hogan

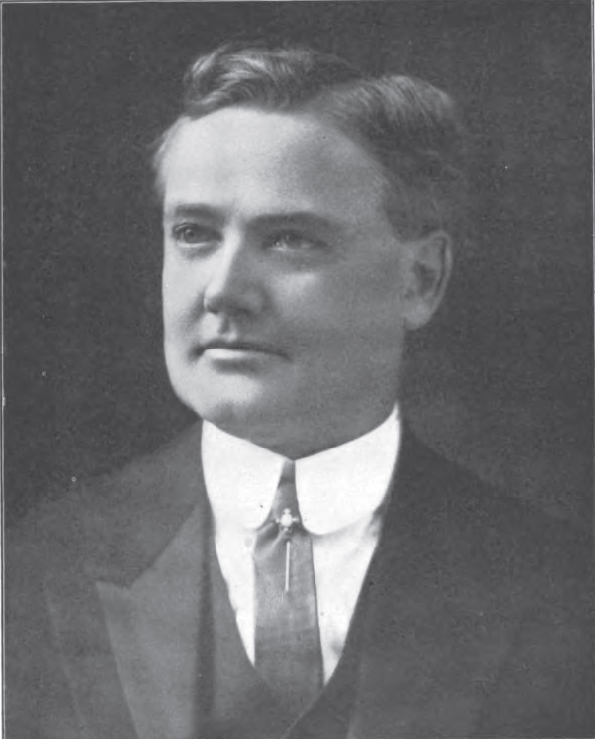
Timothy Sylvester Hogan

Timothy Sylvester Hogan (* 11. Juni 1864 in Jackson County, Ohio; † 8. Dezember 1926 in Columbus, Ohio) war ein US-amerikanischer Jurist und Politiker (Demokratische Partei). Er war von 1911 bis 1915 Attorney General von Ohio.

## Frühe Jahre
Timothy Sylvester Hogan wurde während des Bürgerkrieges auf einer Farm im Jackson County geboren. Seine beiden Eltern wanderten 1850 aus County Kerry (Irland) in die Vereinigten Staaten ein. Sein Vater starb 1894 und seine Mutter 1897. Über seine Kindheit ist nichts weiter bekannt. Hogan besuchte öffentliche Schulen im Jackson County und danach die Ohio Northern University in Ada (Ohio). 1889 machte er seinen Abschluss an der Ohio University in Athens (Ohio). Danach unterrichtete Hogan 14 Jahre lang als Lehrer an einer Schule.
Hogan begann zuhause Jura zu studieren, nach dem ihm ein Lehrerkollege eine Kopie von Blackstone überreichte. Er erhielt 1894 seine Zulassung als Anwalt und begann dann in Wellston (Ohio) zu praktizieren. Bei seinem ersten Fall vertrat er einen Mann, welcher wegen Mordes angeklagt war. Er erreichte einen Freispruch, was eine gute Werbung für seine eigene Anwaltspraxis war. In seiner gesamten Laufbahn als Anwalt verlor er nur einen Mordfall. Dabei verteidigte er im Dezember 1910 John William Tracey. Ironischerweise war dies sein letzter Fall, bevor er Attorney General von Ohio wurde.

## Politische Laufbahn
Hogan kandidierte 1896 im 10. Kongresswahlbezirk von Ohio für den 55. Kongress, verlor aber die Wahl gegenüber den Republikaner Lucien J. Fenton. 1908 kandidierte Hogan erfolglos für das Amt des Attorney General von Ohio. Er wurde dann aber 1910 zum Attorney General von Ohio gewählt und 1912 wiedergewählt. Beide Male gewann Hogan die Wahlen mit einem großen Abstand. Er kandidierte dann 1914 erfolglos für seinen Sitz im US-Senat.

## Familie
1891 heiratete er Mary Collins († 1905) aus Washington Court House (Ohio). Das Paar hatte zwei Söhne und zwei Töchter. Ein Kind verstarb noch vor dem Tod seiner ersten Ehefrau. Nach ihrem Tod heiratete er 1908 Mary L. Deasy aus Cincinnati (Ohio). Mit seiner zweiten Ehefrau hatte er zwei weitere Söhne und eine weitere Tochter. Einer der zwei Söhne von ihm und seiner zweiten Ehefrau war Bundesrichter Timothy Sylvester Hogan (1909–1989).
Hogan verstarb 1926 an den Folgen einer Perniziösen Anämie.